# Antoine Legrand
Antoine Legrand (o Antoine Le Grand) (1839 – 1905) fue un botánico, fotógrafo y pteridólogo francés.

## Algunas publicaciones
- Publicaba sus identificaciones y clasificaciones de nuevas especies en : Fl. Anal. Berry; Bull. Soc. Bot. France; Rev. Sudamer. Bot.
- Le Grand A. 1899. Paeonia russi Biv. var. Reverchoni. Bull Assoc Franf. Bot. 2, xv, 62

- La abreviatura «Legrand» se emplea para indicar a Antoine Legrand como autoridad en la descripción y clasificación científica de los vegetales.[2]